# Горскіно (Гур'євський округ)
Го́рскіно (рос. Горскино) — село у складі Гур'євського округу Кемеровської області, Росія.

## Населення
Населення — 1174 особи (2010; 1330 у 2002).
Національний склад (станом на 2002 рік):
- росіяни — 94 %